# Domsiah
El domsiah (En persa: دم سیاه; denominado también domesiah) es una variedad de arroz de grano largo (similar al basmati) muy empleada en la cocina persa (habitual en la provincia de Guilán). Se denomina igualmente «arroz persa». Se caracteriza por mostrar un punto oscuro al final del grano, es por esta razón por lo que «domsiah» significa: «oscuro en el extremo». Este tipo de grano dobla su longitud durante la cocción. Se emplea en la elaboración de arroces de origen persa como el tah dig.